# Judith Adams
Judith Adams (ur. 11 kwietnia 1943 w Picton, zm. 31 marca 2012 w Perth) – australijska polityk, należąca do Liberalnej Partii Australii.

## Życiorys
Z wykształcenia pielęgniarka, pracowała w zawodzie od 1961 do 1971. W 1973 z rodziną przeniosła się do Kojonup w Zachodniej Australii i została farmerką.
W 2004 została jako reprezentantka Australii Zachodniej wybrana do Senatu Australii, gdzie zasiadała od 2005 do 2012.
Mężatka, ma synów Stuarta i Roberta.